# Sam van der Schot
Sam van der Schot (Wijchen, 26 juli 1990) is een Nederlands voetballer die op het middenveld speelt.

## Carrière
Van der Schot begon te voetballen in de jeugd van het Wijchense SV AWC. Hier kreeg hij geen kans in de eerste selectie en in 2009 besloot hij zijn heil te zoeken bij UHC uit Hernen, wat toen uitkwam in de Zesde Klasse. Na twee jaar vertrok hij naar het tweede elftal van Achilles '29, waar hij in zijn eerste seizoen kampioen werd in de Eerste Klasse voor reserveteams. Het seizoen hierop was hij als linkermiddenvelder een belangrijke spil in het tweede kampioenschap op rij van het tweede team van de zondag- en landskampioen. In vriendschappelijke wedstrijden van de hoofdmacht kreeg Van der Schot af en toe een kans en in 2013 werd hij definitief overgeheveld naar de selectie, dat vanaf dat seizoen uitkomt in de Eerste Divisie. Op 26 oktober van hetzelfde jaar maakte hij zijn debuut in het eerste elftal als invaller voor Levi Raja Boean op bezoek bij Fortuna Sittard. 18 januari 2014 viel Van der Schot in voor Thijs Hendriks tegen Almere City (2-1), net zoals twee weken later thuis tegen FC Emmen (0-0). Bij drie optredens voor het eerste bleef het.
Vanaf het seizoen 2014/15 speelt Van der Schot voor Juliana '31. In 2015 ging hij naar RKSV Groesbeekse Boys.
Hij speelt ook zaalvoetbal bij de Nijmeegse Studenten Futsal Vereniging Morado CF.